# Beliaïevo (métro de Moscou)
Beliaïevo (en russe : Беля́ево et en anglais : Belyayevo) est une station de la ligne Kaloujsko-Rijskaïa (ligne 6 orange) du métro de Moscou, située sur le territoire du raïon Konkovo dans le district administratif sud-ouest de Moscou.

## Situation sur le réseau
Établie en souterrain, à 12 mètres sous le niveau du sol, la station Beliaïevo est située au point 156+52 de la ligne Kaloujsko-Rijskaïa (ligne 6 orange), entre les stations Kaloujskaïa (en direction de Medvedkovo), et Konkovo (en direction de Novoïassenevskaïa).